# 瑞吉酒店及度假村
瑞吉酒店及度假村（St. Regis Hotels & Resorts）是萬豪國際旗下的跨國奢華酒店品牌，以時尚、音樂、設計與流行文化等創新風格吸引高端客戶。第一間瑞吉酒店於1904年開幕於紐約。
1904年，约翰·雅各布·阿斯特四世 (John Jacob Astor IV) 建造了纽约瑞吉酒店，作为其部分拥有的华尔道夫酒店的姊妹酒店。
瑞吉酒店在全球共经营60家饭店，并持续在美国本土以及国际间扩张版图。

## 据点
- 非洲
  - 埃及 -- 开罗

- 亚洲

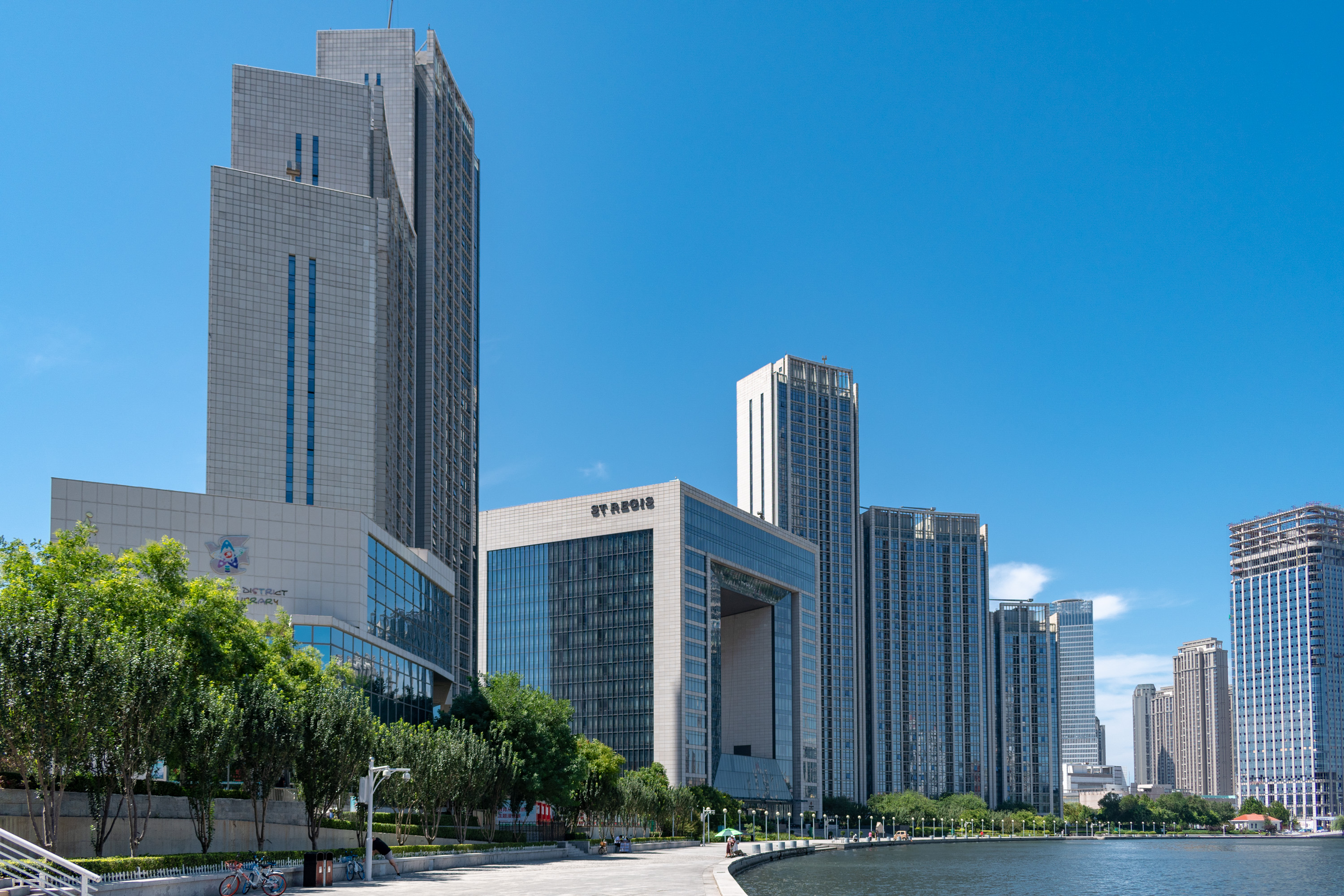
海河河畔的天津瑞吉酒店

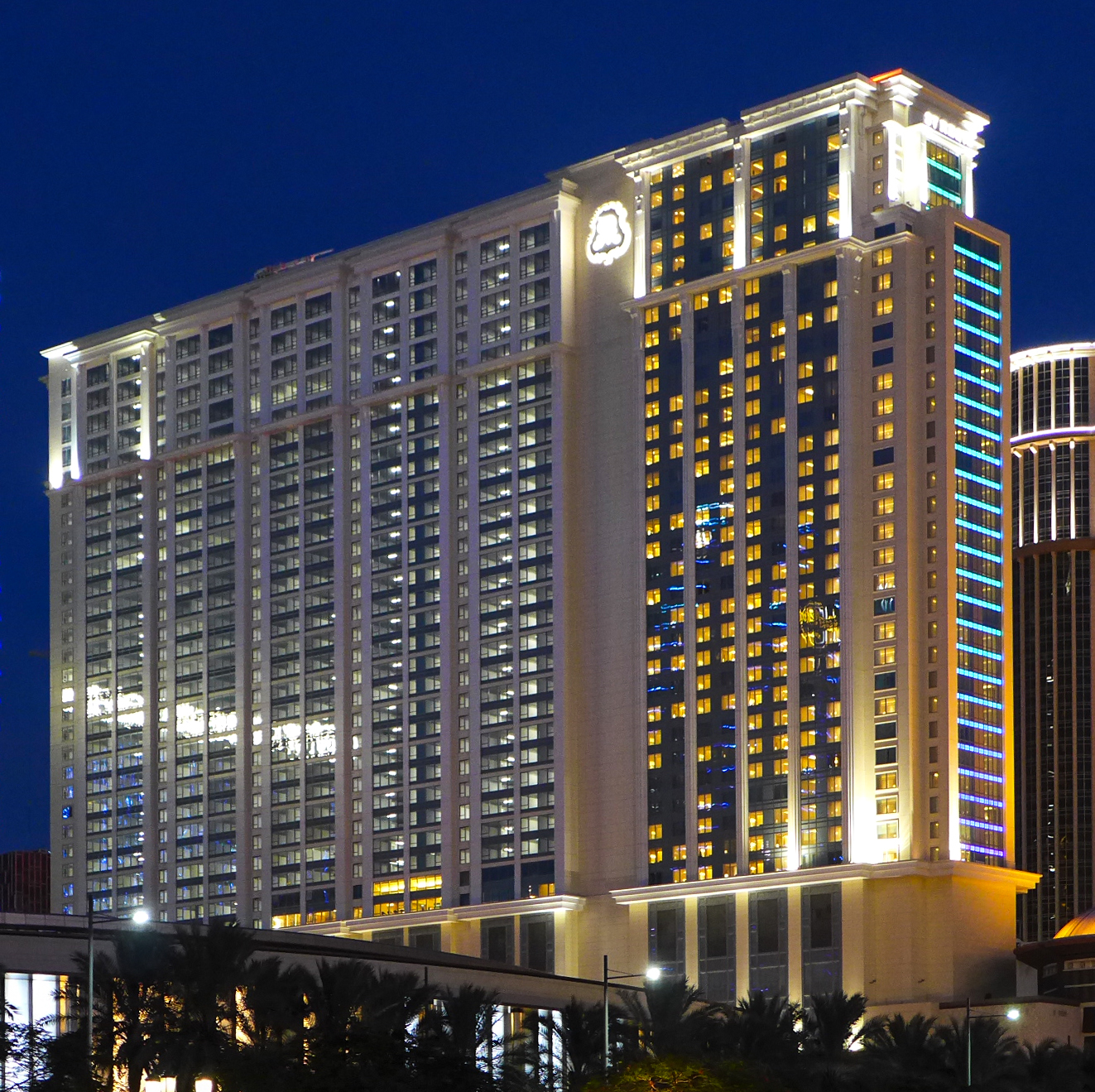
澳门瑞吉酒店

- - 中国 -- 北京、长沙、成都、拉萨、青岛、三亚、上海静安、上海外滩、深圳、天津、珠海、香港、澳门
  - 印度 -- 孟买
  - 印尼 -- 巴厘岛
  - 日本 -- 大阪
  - 哈萨克斯坦 -- 努尔苏丹
  - 马来西亚 -- 吉隆坡、浮罗交怡
  - 马尔代夫
  - 新加坡
  - 泰国 -- 曼谷

- 中美洲及加勒比海
  - 百慕大
  - 墨西哥 -- 墨西哥城、蓬塔米塔
  - 波多黎各

- 欧洲
  - 意大利 -- 佛罗伦萨、罗马、威尼斯
  - 俄罗斯 -- 莫斯科
  - 西班牙 -- 帕尔马
  - 土耳其 -- 伊斯坦堡

- 中东
  - 约旦 -- 安曼
  - 卡达 -- 多哈
  - 阿联酋 -- 阿布扎比、迪拜

- 北美洲
  - 加拿大 -- 多倫多

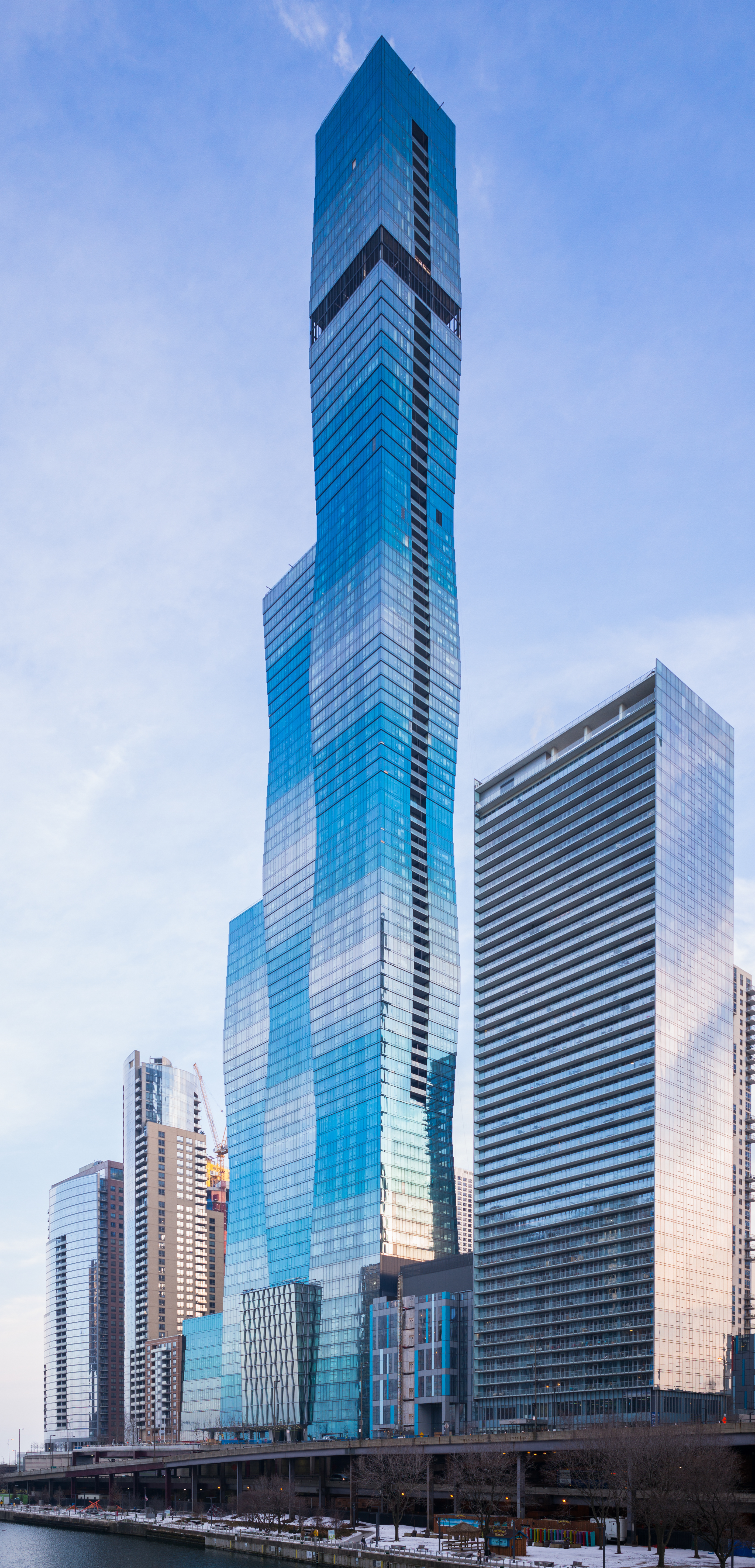
芝加哥瑞吉酒店

  - 美国 -- 亚特兰大、阿斯彭、保罗港、芝加哥、帕克城、休斯顿、纽约、旧金山、华盛顿特区

## 外部連結
- 官方网站